# Solpugassa rudebecki
Espèce
Solpugassa rudebecki est une espèce de solifuges de la famille des Solpugidae.

## Distribution
Cette espèce est endémique d'Angola. Elle se rencontre vers Bibala.

## Étymologie
Cette espèce est nommée en l'honneur de Gustaf Rudebeck (1913–2005).

## Publication originale
- Lawrence, 1961  : New scorpions and solifuges from South West Africa and Angola. Kungliga Fysiografiska Sallskapets i Lund Forhandlingar, vol. 31, no 15, p. 147-160.